# Pleasureville
Pleasureville – miasto w Stanach Zjednoczonych, w stanie Kentucky, w hrabstwie Henry.